# Олд-Стейшен (Каліфорнія)
Олд-Стейшен (англ. Old Station) — переписна місцевість (CDP) в США, в окрузі Шаста штату Каліфорнія. Населення — 64 особи (2020).

## Географія
Олд-Стейшен розташований за координатами 40°40′20″ пн. ш. 121°24′46″ зх. д. / 40.67222° пн. ш. 121.41278° зх. д. (40.672207, -121.412779).  За даними Бюро перепису населення США в 2010 році переписна місцевість мала площу 5,75 км², з яких 5,75 км² — суходіл та 0,00 км² — водойми.

## Демографія
Згідно з переписом 2010 року, у переписній місцевості мешкала 51 особа в 29 домогосподарствах у складі 15 родин. Густота населення становила 9 осіб/км².  Було 99 помешкань (17/км²).
Расовий склад населення:
| - 96,1 % — білих - 2,0 % — корінних американців |

До двох чи більше рас належало 2,0 %. Частка іспаномовних становила 3,9 % від усіх жителів.
За віковим діапазоном населення розподілялося таким чином: 2,0 % — особи молодші 18 років, 60,7 % — особи у віці 18—64 років, 37,3 % — особи у віці 65 років та старші. Медіана віку мешканця становила 61,9 року. На 100 осіб жіночої статі у переписній місцевості припадало 131,8 чоловіків;  на 100 жінок у віці від 18 років та старших — 138,1 чоловіків також старших 18 років.
Середній дохід на одне домашнє господарство  становив 38 251 долар США (медіана — 36 595), а середній дохід на одну сім'ю — 38 251 долар (медіана — 36 595). 
Цивільне працевлаштоване населення становило 8 осіб. Основні галузі зайнятості: будівництво — 100,0 %.